# Braine-le-Château
Braine-le-Château (in Tiếng Walloon: Brinne-Tchestea; in Tiếng Hà Lan: Kasteelbrakel)là một đô thị ở tỉnh Walloon Brabant. Tại thời điểm ngày 1 tháng 1 năm, 2006 Braine-le-Château có dân số 9.446 người. Tổng diện tích là 22,70 km² với mật độ dân số là 416 người trên mỗi km².